# Silvia Fürst
Silvia Barbara Fürst (* 8. Mai 1961 in Biel) ist eine ehemalige Schweizer Radsportlerin und Mountainbike-Weltmeisterin.
1988 und 1991 wurde Silvia Fürst jeweils Dritte bei den Mountainbike-Weltmeisterschaften im Cross Country, 1991 belegte sie Platz vier im Weltcup. 1992 wurde sie sowohl Welt- wie Europameisterin. 1995 wurde sie Vize-Weltmeisterin sowie 1996 Dritte der Europameisterschaft. Ebenfalls 1996 startete sie bei den Olympischen Spielen in Atlanta und belegte Platz 16 im Cross Country.
1998 beendete Fürst ihre sportliche Karriere. Schon währenddessen malte sie leidenschaftlich gerne. Neben ihrem Beruf ist die ausgebildete Hochbauzeichnerin als Malerin tätig und hatte schon mehrere Ausstellungen in der Schweiz.